# اشتادل، پورا
اشتادل (به آلمانی: Stadl-Paura) یک منطقهٔ مسکونی در اتریش است که در ناحیه ولس لند واقع شده‌است. اشتادل ۱۵٫۰۵ کیلومتر مربع مساحت دارد ۳۶۰ متر بالاتر از سطح دریا واقع شده‌است.